# Comuna Sudivka, Novi Sanjarî
Sudivka (în ucraineană Судівка) este o comună în raionul Novi Sanjarî, regiunea Poltava, Ucraina, formată din satele Brîdunî, Nazarenkî, Șportkî și Sudivka (reședința).

## Demografie
Componența lingvistică a comunei Sudivka
     Ucraineană (94,41%)
     Rusă (4,75%)
     Alte limbi (0,17%)
Conform recensământului din 2001, majoritatea populației comunei Sudivka era vorbitoare de ucraineană (94,41%), existând în minoritate și vorbitori de rusă (4,75%).